# Соуса, Карла
Карла Соуса (исп. Karla Souza, род. 11 декабря 1985) — мексиканская актриса, известная благодаря роли Лорел Кастильо в сериале ABC «Как избежать наказания за убийство».

## Жизнь и карьера
Соуса родилась в Мехико, Мексика, и начала свою карьеру с регулярной роли в мексиканской теленовелле Verano De Amor в 2009 году. После она перешла от мыльных ролей к комедиям и снялась в ситкомах Los Héroes del Norte и La Clinica, а затем и в кинофильме «Prada и чувства». В 2013 году она сыграла главную женскую роль в комедии «Мы — дворяне», а также появилась в «Инструкции не прилагаются», оба фильма имели коммерческий успех.
В начале 2014 года, Соуса переехала в Лос-Анджелес, чтобы продолжить свою карьеру в США. В том же году она получила одну из основных ролей в сериале производства Шонды Раймс «Как избежать наказания за убийство» на ABC.
В 2014 году Соуса вышла замуж за Маршалла Тренкмана. У пары двое детей — дочь Джианна (род. апрель 2018) и сын Лука (род. 12 июня 2020).

## Фильмография
| Год          |     | Русское название                   | Оригинальное название       | Роль                  |
| ------------ | --- | ---------------------------------- | --------------------------- | --------------------- |
| 1993         | ф   | Аспен — самый сложный спуск        | Aspen Extreme               | Кимберли              |
| 2008         | с   | Терминал                           | Terminales                  | н/д                   |
| 2009         | с   | Лето любви                         | Verano de amor              | Дана Вильяльба Дуарте |
| 2010         | с   | Неизвестные лица                   | Persons Unknown             | Досетт                |
| 2010         | ф   | Эффект текилы                      | El efecto tequila           | Ана Луиса             |
| 2010—2011    | с   | Герои севера                       | Los Héroes del Norte        | Приска                |
| 2011         | ф   | Prada и чувства                    | From Prada to Nada          | Люси                  |
| 2011         | с   | —                                  | Niño Santo                  | Лусия                 |
| 2012         | ф   | Сладкая земля                      | Suave patria                | Роксана Робледо       |
| 2012         | с   | Клиника                            | La Clinica                  | Марифили Риваденьера  |
| 2012         | тф  | —                                  | Lado B                      | Пэм                   |
| 2013         | ф   | 31 день                            | 31 días                     | Майра                 |
| 2013         | ф   | Мой поздний шоколад                | Me Late Chocolate           | Мони                  |
| 2013         | ф   | Мы — дворяне                       | Nosotros los Nobles         | Барбара Нобль         |
| 2013         | ф   | Инструкции не прилагаются          | Instructions Not Included   | Джеки                 |
| 2014—2019    | с   | Как избежать наказания за убийство | How to Get Away with Murder | Лорел Кастильо        |
| 2016         | ф   | Закат                              | Sundown                     | Эшли Лопес            |
| 2016         | ф   | —                                  | ¿Qué culpa tiene el niño?   | Мару                  |
| 2017         | ф   | Каждый кого-то любит               | Todos queremos a alguien    | Клара                 |
| 2019         | кор | —                                  | Crossbow                    | н/д                   |
| 2019         | ф   | Лестница Иакова                    | Jacob’s Ladder              | Энни / Ангел          |
| 2020         | ф   | Вот это ночка!                     | The Sleepover               | Джей                  |
| 2021 — н. в. | с   | Домоводство                        | Home Economics              | Марина                |
| 2022         | ф   | Дневная смена                      | Day Shift                   | Одри Сан Фернандо     |